# Lakatos Imre (újságíró)
Lakatos Imre, 1900-ig Lefkovics (Marosvásárhely, 1882. április 23. – Auschwitz, 1944 ősze) újságíró, szerkesztő, tanulmányíró.

## Életútja
A kolozsvári Ferenc József Tudományegyetemen orvosi diplomát szerzett, de enciklopédikus érdeklődésének engedve 1907-ben újságíróként Párizsba ment, ahol megismerkedett Kuncz Aladárral, s a francia szellemi élet jeleseivel barátkozott. Az első világháború kitörésekor sikerült Svájcba menekülnie, ahonnan 1919-ben tért haza Erdélybe.
Szülővárosában a Zord Idő munkatársa; 1923-tól a KZST tagja; székfoglalóját George Bernard Shaw művészetéről tartotta. 1925-től az Ellenzék szerkesztőségében külpolitikai rovatvezető. Rövid ideig az Erdélyi Helikon szerkesztője is. 1941-ben a fasiszta fajvédő törvény alapján megfosztották állásától. 1944-ben a német megszállás után elfogták, Auschwitz haláltáborába deportálták.
A Zord Időben főként természettudományi, filozófiai és lélektani cikkeivel szerepelt. Az Erdélyi Helikonban (1931/7) jelent meg A tragikus remekmű c. tanulmánya Kuncz Aladár fogságregényéről; az Erdélyi Helikon tízéves fennállásakor kiadott írói antológia Nacionalizmus Franciaországban c. értekezését közölte (Kolozsvár, 1934). Az Ellenzék külpolitikai referenseként 1926-tól másfél évtizeden át küzdött a fasiszta barbárság ellen. Jancsó Elemér visszaemlékezéseiben így jellemzi: „...a két világháború között Erdély egyik legnagyobb műveltségű közírója volt. Gondolkodásában, érzésvilágában semmi törés, ellentmondás nem volt. Másokat megzavart, tévutakra csábított Európa válsága, a tiszta emberi érzések elárulójává tett vagy az egyéni érdek, vagy a faji gyűlölködés. Ő mindig ember maradt az embertelenségben...”.